# Trixoscelis mixta
Trixoscelis mixta är en tvåvingeart som beskrevs av Soos 1977. Trixoscelis mixta ingår i släktet Trixoscelis och familjen myllflugor. Inga underarter finns listade i Catalogue of Life.